# Mazaeras conferta
Mazaeras conferta là một loài bướm đêm thuộc phân họ Arctiinae, họ Erebidae.